# 넵스키구

넵스키 구의 위치

넵스키구(러시아어: Невский район)는 상트페테르부르크에 속해 있는 구이다. 도시의 남동쪽에 위치하고 네바강에 접해 있다.
넵스키 구에 접한 구역은 다음과 같다.
- 크라스노그바르데이스키 구
- 프룬젠스키 구
- 중앙구
- 콜핀스키 구
- 브세볼로시스키 구

면적은 62km고 인구는 45만 명이다.

## 교통

### 다리
넵스키에는 네바 강에 접한 3개의 다리가 있다.
- 볼쇼이오부홉스키 다리 (Большой Обуховский мост)
- 볼로다르스키 다리(Володарский мост)
- 핀랸츠키젤레즈노도로즈니 다리(Финляндский железнодорожный мост)

### 지하철역
- 넵스코바실레오스트롭스카야 노선 (Невско-Василеостровская линия, 3)
  - 옐리자롭스카야(«Елизаровская»)
  - 로모노솝스카야(«Ломоносовская»)
  - 프롤레타르스카야(«Пролетарская»)
  - 오부호보(«Обухово»)
  - 리바츠코예(«Рыбацкое»)

- 프라보베레시나야 노선 (Правобережная линия, 4)

  - «디벤코 울리차»(Улица Дыбенко)

## 관광
갈락트 호텔이 위치해 있다.

## 박물관
역사박물관인 "넵스카야자스타바"(Невская Застава)이 위치해 있다.